# Phaloesia venezuelae
Phaloesia venezuelae là một loài bướm đêm thuộc phân họ Arctiinae, họ Erebidae.